# Svájci bankok listája
Svájc kultúrájának szerves részét képezi az ország jelképei közé tartozó bankszektor. Az ágazat gyökerei, valamint a svájci bankoktól elválaszthatatlan banki titoktartás fogalma a 18. század elejéig nyúlnak vissza. Az alábbi lista a legfontosabb svájci bankokat sorolja fel különböző bontásban.

## Jelentősebb svájci bankok
Ez azon svájci székhelyű bankok listája, melyek jelentős belföldi és külföldi jelenléttel bírnak, valamint jelentős az általuk kezelt eszközök mértéke.
- UBS Group AG
- Credit Suisse Group AG
- Vontobel
- Pictet Group
- Lombard Odier
- J. Safra Sarasin
- Union Bancaire Privee

## Svájcban bejegyzett bankok
- Alternative Bank Schweiz ABS
- Banque Bonhôte & Cie SA
- Kantoni bankok
- CIM Bank
- Dukascopy Bank
- Bank Cler (korábban Bank Coop)
- Hinduja Bank (Switzerland) Ltd
- J. Safra Sarasin
- Lombard Odier
- Migros Bank
- Mirabaud Group
- SIX SIS AG
- Swissquote
- Vontobel
- WIR Bank
- Zurich Cantonal Bank

## Családi kézben lévő svájci bankok
- Bank SYZ
- Edmond de Rothschild Group
- Habib Bank AG Zurich
- Bordier & Cie
- Geneva Swiss Bank
- Gonet & Cie
- E. Gutzwiller & Cie, Banquiers
- Hyposwiss Private Bank Genève SA
- Landolt & Cie
- Lienhardt & Partner Privatbank Zürich
- Reichmuth & Co
- REYL Group
- Union Bancaire Privée
- Rahn+Bodmer Co.
- Vontobel

## Nemzetközi bankok svájci intézetei

2008. És 2017. között lecsökkent a Svájcban jelen lévő külföldi bankok száma.
Külföldi bankok fióktelepei

### Belgium
- AXA Bank Europe, Brüsszel, winterthuri leányvállalat
- Fortis Banque, Brüsszel, zürichi leányvállalat
- ING Belgique, Brüsszel, genfi leányvállalat
- STRATEO, Brüsszel, genfi leányvállalat

### Brazília
- Itaú Private Bank, Zürich

### Dánia
- Jyske Bank (Schweiz) AG
- Nordea Bank S.A., Luxemburg, zürichi leányvállalat

### Franciaország
- Banque du Léman SA, Genf
- BNP Paribas (Suisse) SA, Genf
- Crédit Agricole (Suisse) SA, Genf
- Société Générale Private Banking (Suisse) SA, Genf

### Németország
- Deutsche Bank (Suisse) SA, Genf

### Izrael
- Bank Hapoalim (Switzerland) Ltd
- Bank Leumi (Schweiz) AG, Genf
- IDB (Swiss) Bank Ltd, Genf
- United Mizrahi Bank (Schweiz) AG

### Olaszország
- Banque Profil de Gestion SA, Genf
- Intesa Sanpaolo
- Sella Bank AG
- UniCredit (Suisse) Bank SA
- Banca Popolare di Sondrio (Suisse)

### Japán
- Mitsubishi UFJ Wealth Management Bank (Switzerland), Ltd.
- Nomura Bank (Schweiz) AG

### Libanon
- BankMed (Suisse) SA, Genf
- Banque Audi (Suisse) SA, Genf
- BlomBank (Suisse) SA, Genf

### Liechtenstein
- LGT Bank (Schweiz) AG, Bázel

### Luxembourg
- KBL (Switzerland) Ltd, Genf
- Skandinaviska Enskilda Banken SA, Luxembourg, Genf

### Közel-Kelet
- Arab Bank (Switzerland) Ltd, Genf
- NBAD Private Bank (Suisse) SA, Genf
- NBK Banque Privée (Suisse) SA, Genf
- QNB Banque Privée (Suisse) SA, Genf

### Hollandia
- Credit Europe Bank (SA), Genf

### Portugália
- Banque Privée BCP (Suisse) SA, Genf

### Oroszország
- Gazprombank (Schweiz) AG, Zürich
- Sberbank, Zürich
- VTB Capital, Zug

### Dél-Afrila
- Investec Bank (Switzerland) AG

### Spanyolország
- Banco Santander (Suisse) SA, Genf
- NCG Banco S.A., genfi leányvállalat

### Egyesült Királyság
- Barclays Bank (Suisse) SA, Genf
- Barclays Capital, London, zürichi fiók
- HSBC Private Bank (Suisse) SA, Genf
- IG Bank S.A., Genf
- Lloyds Bank plc, London, genfi leányvállalat
- RBS Coutts Bank AG

### Amerikai Egyesült Államok
- Citibank, NA, Las Vegas, genfi leányvállalat
- Citibank, NA, Las Vegas, Zürich
- Goldman Sachs Bank AG
- JPMorgan Chase Bank, National Association, Columbus, zürichi leányvállalat
- J.P. Morgan (Suisse) SA, Genf
- Merrill Lynch Capital Markets AG
- Morgan Stanley AG
- State Street Bank GmbH, München, zürichi leányvállalat